# Esteban Granados
Óscar Esteban Granados Maroto (Cartago, 25 ottobre 1985) è un ex calciatore costaricano, di ruolo centrocampista.

## Carriera

### Club
Ha giocato nella massima serie del campionato costaricano con varie squadre.

### Nazionale
Ha esordito con la nazionale costaricana nel 2009.
Viene convocato per la Copa América Centenario negli Stati Uniti.

## Palmarès

### Club

#### Competizioni nazionali
- Campionato costaricano: 4

Herediano: 2011-2012, 2012-2013, 2014-2015, 2015-2016